# Big Dick Dudley
Big Dick Dudley, eigentlich Alexander Paul „Alex“ Rizzo (* 12. Januar 1968 in Suffolk, New Jersey; † 16. Mai 2002 in Copiague, New York) war ein US-amerikanischer Wrestler. Rizzo trat vor allem bei Extreme Championship Wrestling an und war dort ein maßgebliches Mitglied des Stable „The Dudley Family.“

## Privates
Rizzo war privat eng mit Buh Buh Ray und Nicole Bass befreundet. Er ist Vater zweier Kinder, einer Tochter (* 1990) und eines Sohnes (* 1997).

## Karriere

### Anfänge
Trainiert wurde Alex Rizzo seit 1986 von Johnny Rodz. Nach seiner Wrestling-Ausbildung war Rizzo in den amerikanischen Independent-Ligen unterwegs, wo er auch gegen internationale Größen wie André the Giant antreten durfte.

### National Wrestling Alliance
Ab 1994 war Rizzo kurzfristig bei der Promotion NWA Eastern Championship Wrestling angestellt. Durch seinen Vertrag mit der NWA/ECW kam Rizzo auch mit der eigentlichen National Wrestling Alliance in Kontakt. Noch im gleichen Jahr wechselte er von der ECW zur NWA über.
Bei der National Wrestling Alliance wurde für Rizzo ein Gimmick entwickelt, dass sich für diesen als sehr erfolgreich erweisen sollte: Aus Rizzo wurde nun Big Dick Dudley, der aus der (fiktiven) Stadt Dudleyville stammte. Rizzo wurde auf Grund seiner Größe bei der NWA als sogenanntes Powerhouse eingesetzt. Die National Wrestling Alliance gab Rizzo einen Partner zur Seite, der den Namen Dudley Dudley hatte. Rizzo trat nun im Tag Team Wrestling an.

### Extreme Championship Wrestling
Nach dem Auslaufen seines NWA-Vertrages unterschrieb Rizzo 1995 bei Extreme Championship Wrestling. Dort machte man ihn zum Mittelpunkt des Stables rund um die Dudley Boyz.

## Tod
Am 16. Mai 2002 wurde Rizzo tot in seinem Appartement aufgefunden. Er wurde 34 Jahre alt. Als offizielle Todesursache wurde Nierenversagen festgestellt.

## Erfolge

### Titel
- NWA New Jersey
  - 1× NWA New Jersey Heavyweight Champion
  - 1× NWA Jersey Hardcore Champion
- Xtreme Pro Wrestling
  - 1× XPW World Heavyweight Champion
- USA Pro Wrestling
  - 2× USPW Heavyweight Champion
  - 1× USPW Tag-Team Champion mit Psycho Sam Dudley